# 烏利亞卡亞山
14°59′44″S 69°3′32″W / 14.99556°S 69.05889°W
烏利亞卡亞山（Ulla Qhaya），是玻利維亞的山峰，位於該國西部拉巴斯省的包蒂斯塔·萨韦德拉县和弗兰斯·塔马约县，處於喬赫尼亞科塔湖以東，屬於安第斯山脈中阿波洛班巴山脈的一部分，海拔高度5,617米。